# Champs-Romain
Champs-Romain è un comune francese di 321 abitanti situato nel dipartimento della Dordogna nella regione della Nuova Aquitania.
Il paese è attraversato dal fiume Dronne.

## Società

### Evoluzione demografica
Abitanti censiti